# Weissensteini csata
A weissensteini csata (lengyelül: Biały Kamień-i ütközet, Bitwa pod Białym Kamieniem) 1604. szeptember 25-én a lengyel és a svéd hadak között végbement ütközet a mai Paide (Észtország része) területén.
A svédek Arfuid Eriksson irányítása alatti, mintegy 6-7000 fős seregével (soraikban számos némettel) szemben Jan Karol Chodkiewicz litvániai hetman parancsnokolta lengyelek 2000 nehézlovast, ún. szárnyas huszárt és 300 gyalogot számláltak.
A lengyelek frontális lovassági támadása lerohanta a svédeket, akik seregüknek közel felét elvesztették, míg ellenfeleik vesztesége 50 halottat és száz sebesültet számlált mindössze.
A vereség már komolyan kezdte foglalkoztatni Södermandland hercegét, aki határozott lépéseket kezdett tenni az immár ötödik esztendeje zajló háború lezárására.